# Louis Patris
Louis Patris (Gembloers, 7 juni 2001) is een Belgisch voetballer die speelt als flankverdediger. Hij stroomde in het seizoen 2020/21 door vanuit de jeugd naar het eerste elftal van Oud-Heverlee Leuven. In juli 2023 tekende hij voor 5 jaar bij Sporting Anderlecht.

## Carrière
Patris ruilde de jeugdopleiding van Standard Luik in 2015 voor die van Oud-Heverlee Leuven. Op 1 maart 2021 maakte hij zijn officiële debuut in het eerste elftal van de club: Marc Brys dropte hem meteen in de basis voor de competitiewedstrijd tegen Antwerp FC, die OH Leuven met 2-0 won. In juli 2023 werd aangekondigd dat hij de overstap maakt naar Anderlecht. De verdediger speelde 23 wedstrijden voor paars-wit in het seizoen 2023/24. Begin september 2024 werd Patris voor een seizoen verhuurd aan Sint-Truidense VV, dat ook een aankoopoptie bedong.

## Clubstatistieken
| Seizoen         | Club                | Land            | Competitie      | Competitie | Competitie | Beker | Beker | Supercup | Supercup | Europees | Europees | Totaal | Totaal |
| Seizoen         | Club                | Land            | Competitie      | Wed.       | Dlp.       | Wed.  | Dlp.  | Wed.     | Dlp.     | Wed.     | Dlp.     | Wed.   | Dlp.   |
| --------------- | ------------------- | --------------- | --------------- | ---------- | ---------- | ----- | ----- | -------- | -------- | -------- | -------- | ------ | ------ |
| 2020/21         | Oud-Heverlee Leuven | Vlag van België | Eerste klasse A | 2          | 0          | 0     | 0     | —        | —        | —        | —        | 2      | 0      |
| 2021/22         | Oud-Heverlee Leuven | Vlag van België | Eerste klasse A | 6          | 0          | 0     | 0     | —        | —        | —        | —        | 6      | 0      |
| 2022/23         | Oud-Heverlee Leuven | Vlag van België | Eerste klasse A | 25         | 2          | 2     | 0     | —        | —        | —        | —        | 27     | 2      |
| 2023/24         | RSC Anderlecht      | Vlag van België | Eerste klasse A | 2          | 0          | —     | —     | —        | —        | —        | —        | 1      | 0      |
| Carrière totaal | Carrière totaal     | Carrière totaal | Carrière totaal | 35         | 2          | 2     | 0     | 0        | 0        | 0        | 0        | 35     | 3      |

Bijgewerkt op 11 februari 2023.